# Польцо (Тверська область)
Польцо (рос. Польцо) — село в Бежецькому районі Тверської області Російської Федерації.
Населення становить 1 особу. Входить до складу муніципального утворення Сукроменське сільське поселення.

## Історія
Від 2005 року входить до складу муніципального утворення Сукроменське сільське поселення.

## Населення
| 1859 | 2008 | 2010 |
| ---- | ---- | ---- |
| 174  | ↘8   | ↘1   |